# Чорний кодекс
Чорний кодекс (фр. Code noir), — законодавчий акт (королівський ордонанс), розроблений і прийнятий в березні 1685 року у Франції для регламентації правового становища рабів і пов'язаних з цим питань у французьких колоніях. Аналогічні спеціальні кодекси існували у всіх великих рабовласницьких районах Північної Америки.

## Причини і передумови створення кодексу
Трансатлантична работоргівля була розгалуженою і великомасштабною економічною системою. Основні країни, залучені в работоргівлі — Іспанія, Португалія, Нідерланди, Велика Британія та Франція — мали можливість отримувати значний прибуток на кожному відрізку торгового шляху, багато європейських міст розквітали, завдяки доходам від сільськогосподарського виробництва, побудованого на експлуатації африканських рабів. Работоргівля охоплювала кілька регіонів і континентів: Африки, Північної і Південної Америки, Європи. На початку XVIII століття работорговці вивозили з Африки приблизно 36 тис. рабів на рік, в кінці XVIII століття — близько 80 тис. З урахуванням високої смертності рабів під час перевезення, вважається, що в Новому Світі виявилося приблизно 9.6-10.8 млн. африканців.
З початку XVI століття французи стали проникати і закріплюватися в деяких районах Америки і Африки. До кінця XVII століття Франція володіла великими територіями в Америці: Нова Франція (Канада, Луїзіана), Вест-Індії (Мартиніка, Гваделупа, Антильські острови та ін.) І Африці (землі нинішнього Сенегалу і Гамбії). Франція перетворилася в одну з головних колоніальних держав, яка експлуатувала свої колонії за допомогою акціонерних компаній. Французькі королі розглядали колонії як свої особисті володіння, якими вони мають право розпоряджатися на свій розсуд. Французький губернатор за традицією призначався з числа найвидатніших представників колоніальної знаті. Новим колоністам належало брати участь у формуванні колоніального суспільства, як можна більш схожого на суспільство сільської феодальної Франції.
Дуже скоро у французьких заморських володіннях виникло рабовласницьке плантаційне господарство, засноване на експлуатації африканських рабів. Умови їх праці були нестерпними. Всюди в колоніях негрів-рабів вважали худобою і поводилися з ними відповідно. Тривалість життя рабів на плантаціях Вест-Індії не перевищувала 6 -7 років. Нещадний терор і гноблення призводили до того, що раби нерідко тікали від своїх господарів, а іноді піднімалися і на повстання. Тому виникала необхідність правового закріплення статусу рабів і законодавчого захисту інтересів рабовласників.

## Положення
Правове становище рабів, точніше їх безправ'я, закріплювалося в спеціальних кодексах, що існували у всіх великих рабовласницьких районах Північної Америки. Одним з таких кодексів був ордонанс від березня 1685 року підготовлений за Кольбера і опублікований вже після його смерті. Цей ордонанс, який отримав назву «Чорного кодексу», санкціонував експлуатацію негрів, розглядаючи їх не як людей, а як речі. Зазвичай вважають, що французький кодекс був більш сприятливим для рабів, ніж кодекси англійських колоній.
Франція також перенесла в колонії деякі феодальні інститути, зокрема систему сеньйорів, для якої характерні невідчужуваність земель, право первородства.
Невільникам заборонялося мати будь-яку власність і розпоряджатися нею. Навіть, якщо, якась людина щось подарує рабу, це «переходить в повну власність господарів», зазначалося в статті 28. У статті 44 чітко вказувалося, що самі «раби є рухомим майном».
Природно, їм заборонялося носіння зброї або предметів, які можна використовувати як зброю «за винятком тільки тих рабів, які послані своїми господарями на полювання і які мають записки або відомі мітки».

## Подальше законодавче регулювання
В ході Великої французької революції 4 лютого 1794 року Якобінський Конвент декретованих повне скасування рабства на Гаїті та інших французьких островах. Однак після того, як у Франції встановилася диктатура Наполеона, останній в інтересах плантаторів відновив рабство в колоніях на островах Мартиніка і Гваделупа. Переломним моментом стало повстання рабів на Гаїті (1791—1804). В результаті колонія отримала незалежність від Франції, і європейські держави побачили небезпеку в подальшому збільшенні числа рабів. Нові економічні умови в Європі, що знизили важливість рабовласницьких плантацій, стали фактором початку згортання трансатлантичної работоргівлі. І хоча работоргівля у Франції було заборонено в 1815 році, але рабство було повністю скасовано лише під час революції 1848 року.